# Libež
Libež je obec v okrese Benešov ve Středočeském kraji. Žije zde 264 obyvatel a katastrální území obce má rozlohu 739 hektarů. Ve vzdálenosti šest kilometrů jižně leží město Vlašim, sedmnáct kilometrů západně město Benešov, 32 kilometrů severozápadně město Říčany a 34 kilometrů severovýchodně město Kutná Hora. V obci se nachází soutok říčky Chotýšanky s řekou Blanicí.
Součástí obce jsou také samoty Úlehle, Vysoká Lhota a Senky.

## Historie
Jméno Jan z Libže se připomíná již roku 1326. První písemná zmínka o obci pochází z roku 1450. Již v roku 1542 vložena do nových desk zemských Janem Holickým ze Šternberka jako jeho majetek.

## Přírodní poměry
Severozápadně od vesnice leží přírodní památka Les u Libeže.

## Obyvatelstvo
| Rok            | 1869 | 1880 | 1890 | 1900 | 1910 | 1921 | 1930 | 1950 | 1961 | 1970 | 1980 | 1991 | 2001 | 2011 | 2021 |
| -------------- | ---- | ---- | ---- | ---- | ---- | ---- | ---- | ---- | ---- | ---- | ---- | ---- | ---- | ---- | ---- |
| Počet obyvatel | 441  | 445  | 409  | 378  | 387  | 397  | 359  | 246  | 245  | 219  | 177  | 166  | 159  | 166  | 229  |
| Počet domů     | 61   | 62   | 62   | 61   | 64   | 66   | 70   | 74   | 62   | 57   | 51   | 66   | 72   | 71   | 95   |

## Obecní správa

### Územněsprávní začlenění
Dějiny územněsprávního začleňování zahrnují období od roku 1850 do současnosti. V chronologickém přehledu je uvedena územně administrativní příslušnost obce v roce, kdy ke změně došlo:
- 1850 země česká, kraj České Budějovice, politický okres Benešov, soudní okres Vlašim[6]
- 1855 země česká, kraj Tábor, soudní okres Vlašim
- 1868 země česká, politický okres Benešov, soudní okres Vlašim
- 1937 země česká, politický i soudní okres Vlašim[7]
- 1939 země česká, Oberlandrat Německý Brod, politický i soudní okres Vlašim[8]
- 1942 země česká, Oberlandrat Praha, politický okres Benešov, soudní okres Vlašim[9]
- 1945 země česká, správní i soudní okres Vlašim[10]
- 1949 Pražský kraj, okres Vlašim[11]
- 1960 Středočeský kraj, okres Benešov
- 2003 Středočeský kraj, okres Benešov, obec s rozšířenou působností Vlašim

### Obecní symboly
Znak a vlajka byly obci uděleny rozhodnutím předsedy Poslanecké sněmovny Parlamentu České republiky dne 24. listopadu 2014.

## Společnost
V obci Libež (přísl. Vysoká Lhota, 370 obyvatel, sbor dobrovolných hasičů) byly v roce 1932 evidovány tyto živnosti a obchody: 2 hostince, kovář, mlýn, obuvník, 2 obchody se smíšeným zbožím, švadlena, trafika, truhlář, velkostatek, zahradnictví.

## Doprava
Dopravní síť
- Pozemní komunikace – Do obce vede silnice III. třídy.
- Železnice – Železniční trať ani stanice na území obce nejsou.

Veřejná doprava 2012
- Autobusová doprava – Do obce vedla autobusová linka Vlašim-Český Šternberk (v pracovních dnech 5 spojů, o nedělích 2 spoje) (dopravce ČSAD Benešov).

## Turistika
- Cyklistika – Obcí vede cyklotrasa č. 101 Český Šternberk – Libež – Vlašim – Louňovice pod Blaníkem.
- Pěší turistika – Obcí prochází modře značená turistická trasa Český Šternberk – Libež – Hrádek – Vlašim.

## Pamětihodnosti
- Libežský mlýn